# Cerchysius subplanus
Cerchysius subplanus är en stekelart som först beskrevs av Johan Wilhelm Dalman 1820.  Cerchysius subplanus ingår i släktet Cerchysius och familjen sköldlussteklar. Arten är reproducerande i Sverige. Inga underarter finns listade i Catalogue of Life.